# سوسکوهانوک
سوسکوهانوک که از آن به عنوان کونستوگا نیز نام برده می‌شود، مردم ایروکوئیایی بودند که در ناحیه رودخانه ساسکوهنا در (پنسیلوانیا کنونی) مشغول زندگی بودند که، مفهوم نام آنها به معنی «مردم رودخانه گل‌آلود» می‌باشد.
سوسکوهانوک برای نخستین بار از طرف جان اسمیت شرح داده می‌شود که در سال ۱۶۰۸ بخش بالایی خلیج چساپیک را کاوش می‌نماید. سوسکوهانوک در تجارت خز فعال می‌شود و بعد از آن آنها مورد هدف تهاجم‌های پی درپی ایروکوا واقع می‌شوند. جمعیت آنها تا سال ۱۶۷۵، در نتیجه بیماری و درگیری به شدت کاهش پیدا می‌کند. بعد از آن یک گروه باقی مانده از سوسکوهانوک بعدها یک سکونتگاه در رودخانه کونستوگا در شهرستان لنکستر کنونی، پنسیلوانیا تشکیل می‌دهد. با این شرایط، جمعیت آنان رو به کاهش بوده و در سال ۱۷۶۳ آخرین گروه این قوم از طرف گروه هوشیار موسوم به پسران پکستون قتل‌عام می‌شوند. بعدها برخی از نوادگان زنده سوسکوهانوک در کشور سنکا-کایوگا در اوکلاهما پذیرفته می‌شوند، با این شرایط، آنها به عنوان یک مردم و زبان منقرض شده در نظر گرفته می‌شوند.

## محدوده تاریخی
سوسکوهانوک در ناحیه مجاور رودخانه سوسکوهانا و همچنین در شاخه‌های آن مشغول زندگی بودند. بعد از آن قلمرو آنان از شاخه شمالی رودخانه سوسکوهانا در نیویورک، با آنکه قسمت شرقی پنسیلوانیا در سمت غربی کوه‌های پوکونو، و همچنین از قسمت جنوبی تا خلیج چساپیک را شامل می‌شد. در دوران تماس با اروپا، مرکز جمعیت آنان در دره پایین رودخانه سوسکوهانا بوده. بعدها شواهد باستان‌شناسی همچنین برای دوره کوتاهی از استقرار سوسکوهانوک در دره رودخانه پوتوماک بالایی در مریلند و ویرجینیای غربی کنونی موجود می‌باشد.